# Urago d’Oglio
Urago d’Oglio – miejscowość i gmina we Włoszech, w regionie Lombardia, w prowincji Brescia.
Według danych na rok 2004 gminę zamieszkiwało 3199 osób, 319,9 os./km².